# Beit Ras
Beit Ras (en árabe,بيت راسي) es una ciudad en la gobernación de Irbid, en Jordania. Tiene una población de 40.871 habitantes (censo de 2015). Se encuentra a 73 km al norte de Amán y a 6 km al norte de Irbid.
En las proximidades de la ciudad se encuentran las ruinas de la antigua ciudad romana de Capitolias